# Museo nacional de Ruanda
El Museo nacional de Ruanda (en inglés: National Museum of Rwanda, en francés: Musée national du Rwanda, en kinyarwanda: Ingoro y'Umurage w'u Rwanda) es el museo nacional del país africano de Ruanda. Se encuentra ubicado en la localidad de Butare.
Fue construido en la década de 1980 y es una buena fuente de información sobre la historia cultural del país y la región. También es conocido como el lugar de la muerte de la reina viuda Rosalie Gicanda y varias otras personas durante el genocidio ruandés. Los visitantes pueden visitar el Museo Etnográfico todos los días de 9:00 a. m. a 5:00 pm.